# Cigaritis syama
Cigaritis syama is een vlinder uit de familie van de Lycaenidae. De wetenschappelijke naam van de soort is voor het eerst gepubliceerd in 1829 door Thomas Horsfield.

## Verspreiding
De soort komt voor in Myanmar, Vietnam, Thailand, Maleisië (Borneo), Indonesië, de Filipijnen, West- en Midden-China en Taiwan.

## Waardplanten
De rupsen leven op Dioscorea batatus en Psidium guajava.

## Ondersoorten
- Cigaritis syama syama (Horsfield, 1829)
- Cigaritis syama terana (Fruhstorfer, 1912)
- Cigaritis syama peguanus (Moore, 1884)
  - = Aphnaeus peguanus Moore, 1884
  - = Aphnaeus orissanus Moore, 1884
- Cigaritis syama latipicta (Fruhstorfer, 1912)
- Cigaritis syama frigidus (Druce, 1873)
  - = Aphnaeus frigidus Druce, 1873
- Cigaritis syama hainana (Eliot)
- Cigaritis syama negrita (Felder, 1862)
  - = Spindasis lohita var. negrita Felder, 1862
  - = Spindasis negrita Felder
- Cigaritis syama sepulveda (Fruhstorfer, 1912)
- Cigaritis syama pongulina (Fruhstorfer, 1912)
- Cigaritis syama rectilineata (Fruhstorfer, 1912)
- Cigaritis syama rubicundus (Fruhstorfer, 1913)